# Everett Sloane
Pour les articles homonymes, voir Sloane.
Everet Sloane, né le 1er octobre 1909 à Manhattan (New York) et mort le 6 août 1965 à Los Angeles (Californie, est un acteur de théâtre, de cinéma et de télévision, un compositeur et metteur en scène américain.
Il est un membre fondateur (au même titre que Joseph Cotten ou Agnes Moorehead) de la troupe du Mercury Theatre (en) créée par Orson Welles. Bien que sa carrière ne durât que 23 ans, il apparut dans un nombre considérable de productions théâtrales, radios et télés, sans compter la trentaine de films pour le cinéma, parmi lesquels figurent quatre succès du genre : Citizen Kane (Orson Welles, 1941), La Dame de Shanghai (Orson Welles, 1947), La Femme à abattre (Bretaigne Windust, 1951) et Le Grand Couteau (Robert Aldrich, 1955).

## Biographie
Né à New York, enfant unique, il découvre le théâtre en incarnant, à l'âge de sept ans, le rôle de Puck dans Le Songe d'une nuit d'été de Shakespeare. Il poursuit son activité durant ses années de lycée et d'université, et fait ses premiers pas professionnels en 1927. Après une parenthèse dans la finance, stoppée par le krach de 1929, Sloane retrouve le chemin de sa passion par le biais de la radio. Sa voix fait des merveilles dans des séries populaires telles que Buck Rogers, Crime Doctor ou The Shadow. Il fait ses débuts à Broadway en 1937 et son réseau radiophonique le met en contact avec le jeune Orson Welles. En octobre 1938, il participe au canular de La Guerre des Mondes, adaptation plus vraie que nature du roman de H. G. Wells Sloane apparait dans Citizen Kane (1941), premier film de Welles, mais trouvera plus à faire sur les planches que sur le grand écran.

## Carrière
Sloane finit par rejoindre le Mercury Theatre d'Orson Welles, et joua dans des films de ce dernier tels que Citizen Kane en 1941 et The Lady from Shanghai en 1948.  Son rôle le plus marquant fut celui d'un tueur à gages dans Prince of Foxes (1949).

## Filmographie partielle

### Cinéma
- 1941 : Citizen Kane de Orson Welles : Mister Bernstein
- 1943 : Voyage au pays de la peur (Journey Into Fear) de Norman Foster : Kopeikin
- 1947 : La Dame de Shanghai (The Lady from Shanghai) de Orson Welles : Arthur Bannister
- 1949 : Échec à Borgia (Prince of Foxes) de Henry King : Mario Belli
- 1950 : C'étaient des hommes (The Men) de Fred Zinnemann : Docteur Brock
- 1950 : L'Oiseau de paradis (Bird of Paradise) de Delmer Daves
- 1951 : Le Renard du désert (The Desert Fox : The Story of Rommel) de Henry Hathaway : Général Burgdorf
- 1951 : Sirocco de Curtis Bernhardt
- 1951 : Le Voleur de Tanger (The Prince who was a Thief) de Rudolph Maté
- 1951 : La Femme au voile bleu (The Blue Veil) de Curtis Bernhardt
- 1951 : La Femme à abattre (The Enforcer) de Bretaigne Windust : Albert Mendoza
- 1952 : The Sellout de Gerald Mayer
- 1952 : Le Gaucho (Way of a Gaucho) de Jacques Tourneur : Falcon
- 1955 : Le Grand Couteau (The Big Knife)  de Robert Aldrich : Nat Danziger
- 1956 : Patterns de Fielder Cook
- 1956 : Marqué par la haine (Somebody up there likes me) de Robert Wise : Irving Cohen
- 1957 : La Vie passionnée de Vincent van Gogh (Lust for Life) de Vincente Minnelli : Docteur Gachet
- 1958 : Trafiquants d'armes à Cuba (The Gun Runners) de Don Siegel
- 1958 : La Fureur d'aimer (Marjorie Morningstar) d'Irving Rapper
- 1960 : Celui par qui le scandale arrive (Home from the Hill) de Vincente Minnelli : Albert Halstead
- 1961 : Par l'amour possédé (By Love possessed) de John Sturges : Reggie
- 1962 : Brushfire de Jack Warner Jr.
- 1963 : Les Pieds dans le plat (The Man from the Diner's Club) de Frank Tashlin : Martindale
- 1964 : Jerry chez les cinoques (The Disorderly Orderly) de Frank Tashlin : Mr Tuffington
- 1964 : Jerry souffre-douleur (Patsy) de Jerry Lewis : Caryl Fergusson

### Télévision
- 1955 : Alfred Hitchcock présente (Alfred Hitchcock presents), Saison 1, épisode 8 Our Cook's a Treasure de Robert Stevens
- 1958-1959 : Au nom de la loi (Wanted Dead or Alive) (série TV) Saison 1 épisode 6 : Mr Walker
- 1960 : La Fièvre du jeu (The Fever), de Robert Florey, épisode no 17 de La Quatrième dimension : Franklin Gibbs
- 1960 : Bonanza saison 1 épisode 22 : (Prairie sanglante/Blood on the Land) :  Jeb Drummond
- 1965 : Bonanza saison 6 épisode 24 : (Une leçon de justice/Right Is the Fourth R) : Colonel Scott

## Répliques
- Dans la célèbre séquence finale des miroirs dans La Dame de Shanghai de Orson Welles, il lance à Rita Hayworth qui joue son épouse : « Because killing you is killing myself, that's the same thing! »( « Car te tuer revient à me tuer ! »)